# 秦·始皇帝
《秦・始皇帝》（日语：秦・始皇帝）是一部於1962年上映的日本電影，本片由大映與臺灣中影公司共同製作，由田中重雄執導，講述中國歷史上首位皇帝——秦始皇的一生，並作為大映成立20週年的紀念作品。這也是日本繼《釋迦傳》之後，第二部以70毫米膠片拍攝的電影。

## 劇情大綱
公元前221年，歷經數百年的戰亂，秦王政成功統一六國，建立了中國歷史上第一個中央集權國家，自稱「始皇帝」，開創了皇帝制度。他同時規定，皇帝自稱「朕」。為了穩固政權，始皇帝採納丞相李斯的建議，推行郡縣制，取代舊有的封建制度，建立強大的中央集權統治，奠定了中國政治制度的基礎。

## 演員
- 趙政 - 勝新太郎
- 朱貴兒 - 山本富士子（日语：山本富士子）
- 太后 - 山田五十鈴
- 呂不韋 - 河津清三郎
- 嫪毐 - 及福生
- 太子丹 - 宇津井健
- 荊軻 - 市川雷蔵
- 蘭英 - 中村玉緒
- 田光 - 佐佐木孝丸（日语：佐々木孝丸）
- 樊於期 - 石黑達也（日语：石黒達也）
- 干越- 長谷川一夫
- 卢敖 - 川崎敬三（日语：川崎敬三）
- 萬喜良 - 川口浩（日语：川口浩）
- 孟姜女 - 若尾文子
- 徐福 - 中村鴈治郎（日语：中村鴈治郎）
- 李唐 - 東野英治郎（日语：東野英治郎）
- 李黑 - 本郷功次郎
- 唐寶雲
- 林璣[2]
- 崔福生

## 製作團隊
- 監督：田中重雄（日语：田中重雄）
- 製作：永田雅一（日语：永田雅一）
- 製作參與：蔡孟堅
- 協力：中影公司
- 製作補：熊田朝男
- 脚本：八尋不二（日语：八尋不二）
- 撮影：高橋通夫（日语：高橋通夫）
- 錄音：長谷川光雄
- 照明：久保田行一
- 美術：柴田篤二
- 音樂：伊福部昭
- 特殊攝影：築地米三郎（日语：築地米三郎）
- 特撮美術：仲美喜雄
- 色彩技術：長友康嘉
- 監督補：砂見国博
- 衣裳考証：上野芳生
- 装飾調製：南正守
- 振付：榊原帰逸
- 擬斗：宮内昌平
- 編集：中静達治
- 助監督：瀬川正雄、中村大十郎
- 製作主任：沼田芳造
- 現像：ロンドン・テクニカラー社
- 立體聲響：AOI STUDIO（日语：アオイ・スタジオ）
- 協力：中華民國陸軍

## 製作
1960年初，日本電影業在面對競爭系列的電視業市場，大映社長永田雅一決定以宽银幕电影镜头的拍攝技術吸引觀眾觀賞電影。1961年，在70毫米規格製作電影《釋迦傳》在日大獲成功之後，永田決定再以同規格製作改編《秦始皇》，並為求控制成本。
大映向當時的中影公司董事長蔡孟堅尋求合作，因為當時台灣的演員、馬匹及器材租借費用較日本低廉，而中影作為黨營機構，能夠提供更多的支援，因此雙方迅速達成合作意向。
根據1962年《聯合報》的分析報導，蔡孟堅曾主動提議拍攝一部反映「共產政權暴政必亡」的電影，並獲得了蔣中正的高度支持。在與日本大映洽談合作條件時，蔡孟堅提出，劇本由編劇八尋不二完成後，由台灣方面審定；拍片經費約100萬美元，其中日方負責96%，臺灣負責4%。至於主要演員，日方佔三分之二，臺灣則占三分之一。然而，實際拍攝過程中，僅有少數台灣演員出現在最終電影，並僅限於幾個鏡頭。
3月12日，永田雅一抵達臺北市洽商《秦·始皇帝》在臺拍攝作業，中影公司新星林璣前往臺北松山機場向永田社長獻花。5月3日，總經理李潔飛抵東京和大映公司洽商1962年6月4日，導演田中重雄從東京飛抵臺北市松山機場，童星羅宛琳到場表達歡迎。此後，《秦始皇帝》劇組在八天內於臺灣拍攝外景作業。
據在拍攝期間兼任攝影助理與翻譯的林贊庭所言，《秦·始皇帝》全片的外景拍攝選址於新竹縣湖口鄉湖口練兵場和苗栗縣火焰山，並動員中華民國國軍參與拍攝。電影的總攝製經費超過十億日圓（一說為五億日圓）。大映的工作人員在選定拍攝地點後，會拍攝場景照片，然後由美術人員根據照片繪製草圖，並附上道具、演員數量、工作日程的詳細清單，分發給全體工作人員。
日本拍攝部分，為了再現秦始皇統一中國後的場景，劇組在富士山麓御殿場市郊區草原地帶搭建了一段全長6公里、寬8公尺、高8至10公尺的萬里長城場景。為了建造這座長城，動用了120台推土機，在約40天內開墾富士山原野，並使用相當於建造10層樓大樓的水泥材料。工程歷時約一個月，總計動員3,000名工人才得以完成。根據電影預告所示，此次拍攝共動員了超過30萬名臨時演員。

## 發行
電影拍攝完成後，《秦·始皇帝》曾舉行過專為國民黨高層與新聞記者舉行的試映會。該片於1962年在日本上映，由於電影審查規範等原因，臺灣的上映時間一度延遲，最終於1965年才在，臺灣上映。
該電影也在美國、英國、德國、法國、墨西哥、西班牙等國家上映，其中德國版的海報設計借鑑了經典電影《賓漢》的海報。

## 與史實不一致處
由於歷史上對秦始皇的記載存在不同說法，電影在呈現時與一般流傳的史實有所出入，以下為主要差異：
- 電影採用了「政為呂不韋之子」的說法，而非一般認為的嬴異人（秦莊襄王）之子。此外，政的母親趙姬在史書中記載，在成為秦王的王妃之前曾是呂不韋的愛人，但電影則將其設定為呂不韋的妻子。
- 史實中，燕太子丹派遣荊軻刺殺秦王政的「荆轲刺秦」事件發生於公元前227年，即秦統一中國之前。然而，在電影中，這一情節被改編為發生在統一之後。
- 根據歷史記載，燕太子丹在荊軻刺殺失敗後，於公元前226年被秦軍俘殺。但電影中，他在燕國滅亡後仍存活，並持續對始皇帝展開暗殺行動，最終與始皇帝同歸於盡。
- 影片中的角色「朱貴兒」與小說《隋唐演義》中隋煬帝的嬪妃同名，後者在小說中是一名虛構的女性角色。因此，電影中的朱貴兒同樣可能是創作角色，並無確切歷史依據。

## 家庭媒體
1999年12月22日，Esmoc發行了「大映特攝系列 Spectacle Box」，該LD盒套共包含四部電影（本作、《日蓮與蒙古大來襲》、《大江山酒天童子》和《風速七十五米》）。

## 另見
同時期臺日合作電影
- 《海灣風雲》
- 《銀翼大決鬥》
- 《香港白薔薇（日语：香港の白い薔薇）》
- 《曼谷之夜》

## 外部連結
- 互联网电影数据库（IMDb）上《秦·始皇帝》的资料（英文）